# Robert E. Cushman Jr.

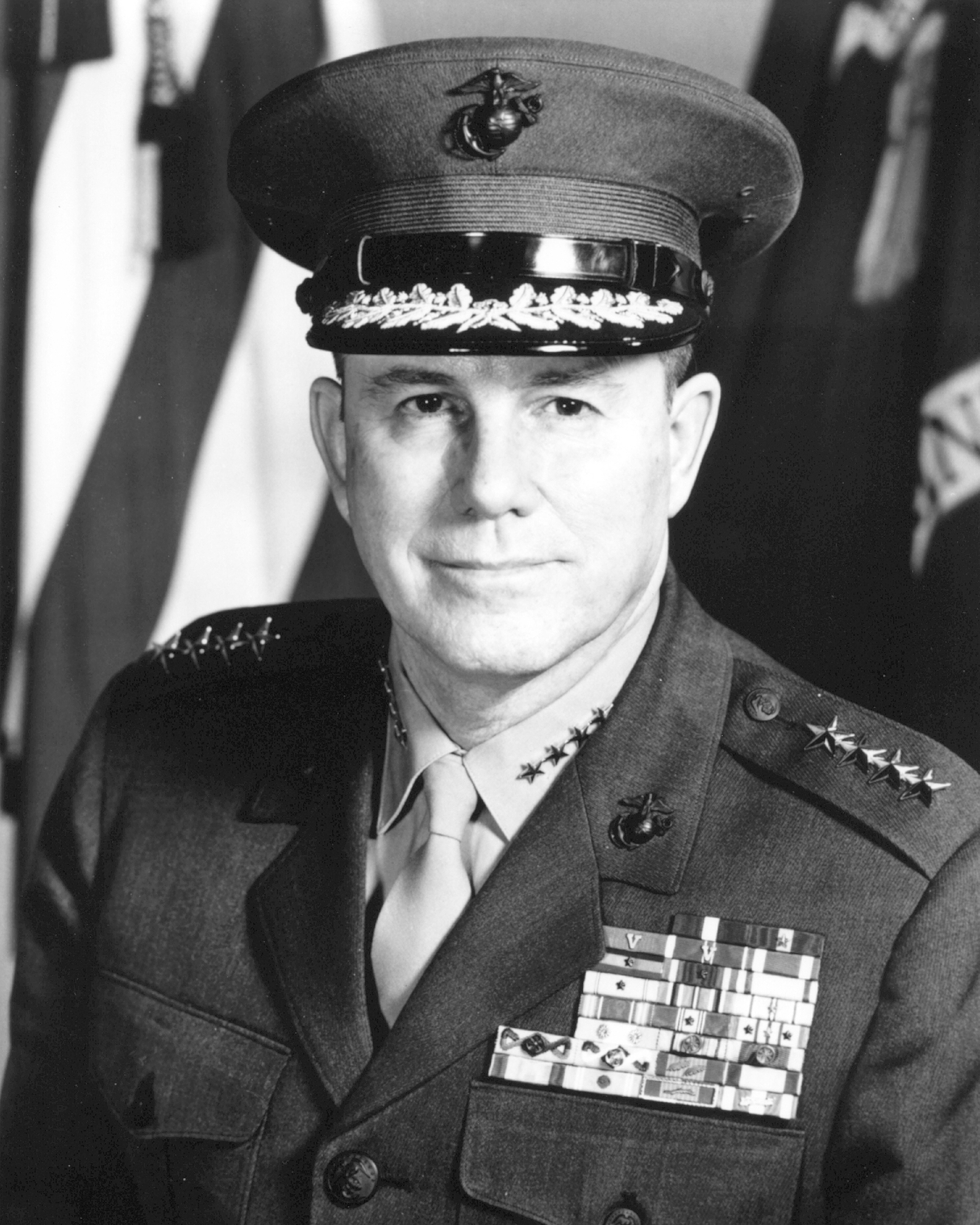
Robert E. Cushman, Jr., USMC

Robert Everton Cushman Jr. (* 24. Dezember 1914 in St. Paul, Minnesota; † 2. Januar 1985 in Fort Washington, Maryland) war ein General und von 1972 bis 1975 Commandant des U.S. Marine Corps. Er diente im Zweiten Weltkrieg, im Vietnamkrieg und als stellvertretender Direktor der CIA. Nach der Schlacht um Guam (1944) wurde er mit dem Navy Cross ausgezeichnet.

## Leben
Cushman wurde am 24. Dezember 1914 in St. Paul, Minnesota als Sohn von Robert Everton Cushman und Jennie Lind (geb. Cumley) geboren. Er besuchte die Central High School und wurde im Alter von 16 Jahren von der United States Naval Academy angenommen. Dort machte Cushman als Zehntbester seines 442 Teilnehmer starken Jahrgangs seinen Abschluss.
Cushman starb am 2. Januar 1985 in seinem Haus in Fort Washington am Potomac bei Washington, D.C. Er wurde auf dem Ehrenfriedhof Arlington National Cemetery beigesetzt.

## Militärischer Werdegang

### Frühe Jahre
Cushman wurde am 6. Juni 1935 als Leutnant in das United States Marine Corps aufgenommen („commissioned“). Er absolvierte die Grundausbildung für Offiziere der Marines in der Philadelphia Navy Yard und diente dann kurz auf der Marine Corps Base San Diego, Kalifornien. Im Februar 1936 kam er in Shanghai, China, an und diente als Zugführer bei den 4th Marines und später bei der 2nd Marine Brigade. Nach seiner Rückkehr in die Vereinigten Staaten im März 1938 diente er auf den Marinewerften in Brooklyn, New York, und Portsmouth, Virginia. Im August 1938 wurde er zum Oberleutnant befördert.
Im April 1939 wurde Cushman dem Marinekommando bei der New Yorker Weltausstellung zugeteilt und war anschließend in der Marinekaserne in Quantico, Virginia, stationiert. Im März 1941 wurde er zum Hauptmann befördert.

### Zweiter Weltkrieg
Im Juni 1941 meldete sich Cushman an Bord der Pennsylvania in San Diego, auf dem Weg nach Pearl Harbor. Er hatte das Kommando über die Marineabteilung des Schiffes und erlebte in dieser Funktion den Angriff der Japaner am 7. Dezember 1941. Nach seiner Zeit auf der Pennsylvania wurde er im Mai 1942 Kommandeur eines Bataillons im 9. Marines Regiment in San Diego. Er wurde im selben Monat zum Major befördert.
Im September 1942 verlegte Cushman mit seiner Einheit von San Diego nach Camp Pendleton und schiffte sich im Januar 1943 ein, um auf dem pazifischen Kriegsschauplatz eingesetzt zu werden. Er wurde im Mai 1943 zum Oberstleutnant befördert.
Sein Bataillon war wiederholt in Kämpfe verwickelt und er wurde für Tapferkeit in der Operation Cartwheel, in der Schlacht um Guam und in der Schlacht um Iwo Jima ausgezeichnet. Auf Iwo Jima waren zwei seiner Kompanien fast ausgelöscht worden (10 Überlebende), als sie in einer Deckungsstellung eingeschlossen waren, die später „Cushman's Pocket“ genannt wurde.

### Nachkriegszeit
Nach seiner Rückkehr in die Vereinigten Staaten im Mai 1945 war Cushman drei Jahre lang an den Marine Corps Schools, Quantico, stationiert. Während dieser Zeit absolvierte er weiterführende Lehrgänge, diente als Ausbilder in der Command and Staff School und der Amphibious Warfare School. Im Juni 1948 wurde er Leiter der Abteilung für amphibische Kriegführung (Amphibious Warfare Branch) im Marineministerium, Washington, D.C. Von Oktober 1949 bis Mai 1951 diente er im Stab der Central Intelligence Agency (CIA). Während dieser Zeit wurde er im Mai 1950 zum Oberst befördert.
Im Juni 1951 wechselte Cushman in den Stab des Oberbefehlshabers der United States Navy Ostatlantik- und Mittelmeerflotte in London, wo er bis Juni 1953 als Referent für amphibische Planung diente. Nach seiner Rückkehr in die Vereinigten Staaten wurde er nach Norfolk, Virginia, versetzt, wo er als Mitglied des Lehrkörpers des Armed Forces Staff College diente und im Juli 1954 Direktor der dortigen Planungs- und Operationsabteilung wurde. Im Juli 1956 übernahm er das Kommando über das 2. Marines Regiment in Camp Lejeune, North Carolina.
Im Februar 1957 wurde Cushman nach Washington, D.C. versetzt und diente vier Jahre lang im Stab des damaligen Vizepräsidenten Richard Nixon als „Assistent des Vizepräsidenten für nationale Sicherheitsfragen“. Während seiner Tätigkeit in dieser Funktion wurde er im Juli 1958 zum Brigadegeneral befördert.
Nach seinem Weggang aus Washington wurde Cushman im März 1961 stellvertretender Divisionskommandeur der 3rd Marine Division auf Okinawa. Er wurde im August 1961 zum Generalmajor befördert und übernahm im September das Kommando der Division, indem er Generalmajor Donald M. Weller nachfolgte.
Im Juli 1962 meldete sich Cushman beim Hauptquartier des Marine Corps (HQMC) in Washington, D.C., wo er sowohl als stellvertretender Stabschef, G-2 (Aufklärung) als auch G-3 (Planung, Einsatz und Ausbildung) eingesetzt wurde.

Von Juni 1964 bis März 1967 diente Cushman in der doppelten Funktion des kommandierenden Generals, Marine Corps Base Camp Pendleton, Kalifornien, und des kommandierenden Generals, 4th Marine Division Headquarters.

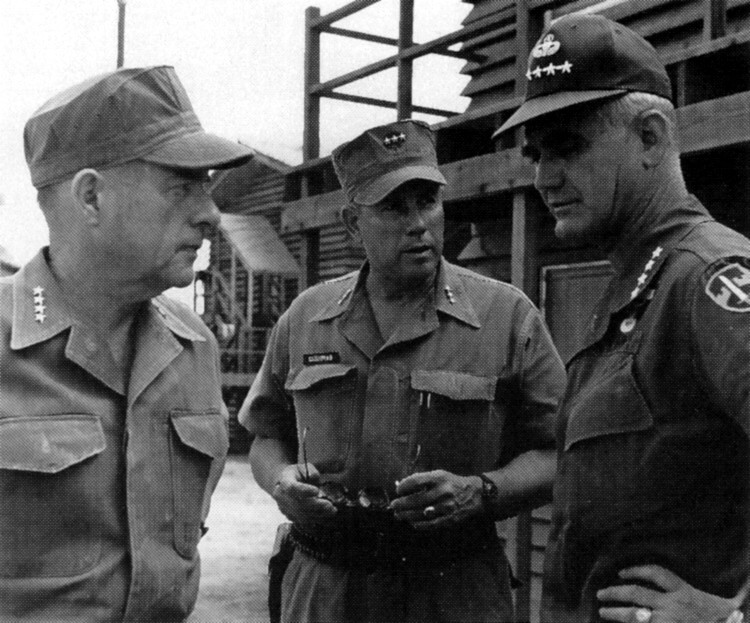
Cushman (Mitte) als Generalleutnant und kommandierender General 3. Marines Landungsabteilung (III MAF) mit Commandant Wallace M. Greene (links) und General William C. Westmoreland, kommandierender General Militärisches Unterstützungskommando Vietnam (MACV) in Vietnam, 1967.

### Vietnamkrieg
Cushman wurde im April 1967 in die damalige Republik Vietnam beordert und als stellvertretender Kommandeur, III Marine Amphibious Force, eingesetzt. Nach der Übernahme des Kommandos im Juni 1967 unterstand ihm die größte kombinierte Kampfeinheit, die jemals von einem Offizier der Marines geführt wurde. Cushman wurde im Juni 1967 zum Generalleutnant befördert.

### Führungspositionen
Am 6. März 1969 nominierte Präsident Nixon Cushman als stellvertretenden Direktor der Central Intelligence Agency (CIA). Der Senat stimmte der Berufung am 21. April 1969 zu. Er blieb bis Dezember 1971 in dieser Position.
Mit Beförderung zum General (4 Sterne) übernahm Cushman am 1. Januar 1972 die Aufgabe als Commandant des Marine Corps.

## Auszeichnungen
Cushman war Träger folgender Orden und Ehrenzeichen:
- Navy Cross[5]
- Navy Distinguished Service Medal (drei Auszeichnungen; Vietnam 1967, Vietnam 1968/69, Commandant USMC 1972/73)
- Legion of Merit (mit Tapferkeitsspange)
- Bronze Star Medal (mit Tapferkeitsspange)
- Navy and Marine Corps Commendation Medal
- Navy Presidential Unit Citation (Tapferkeitsauszeichnung anlässlich des japanischen Überfalls auf Pearl Harbor)
- Navy Unit Commendation
- Distinguished Intelligence Medal
- China Service Medal
- American Defense Service Medal (Auszeichnung für Einsätze zwischen 8. September 1939 und 7. Dezember 1941)
- American Campaign Medal
- Asiatic-Pacific Campaign Medal
- World War II Victory Medal
- National Defense Service Medal
- Vietnam Service Medal (Südvietnam)
- Order of May (Kommandeurskreuz; Argentinien)
- National Order of Vietnam (Kommandeurskreuz; Südvietnam)
- Vietnam Army Distinguished Service Order (1. Klasse; Südvietnam)
- Vietnam Gallantry Cross (Südvietnam)
- Order of Military Merit, Eulji Cordon Medal (Südkorea)
- Order of Military Merit, Chungmu Cordon Medal (Südkorea)
- Order of National Security Merit, Sam-il Medal (Südkorea)
- Vietnam Gallantry Cross unit citation (Südvietnam)
- Vietnam Campaign Medal (Südvietnam)